# Allan Nyblad
Allan Nyblad, född 21 mars 1906 i Stockholm, död 4 november 1983 i Hägersten, var kommunist och spionerade mot Sverige för Sovjetunionens räkning under andra världskriget. Han dömdes till 12 års straffarbete för spioneri tillsammans med sin bror Knut Nyblad år 1942. Nyblad stred även mot Sovjetunionen som frivillig soldat i vinterkriget.
Nyblad anställdes som ordonnans hos Försvarsstabens kryptoavdelning i början av 1941 för att transportera viktiga hemliga telegram och dokument till olika berörda personer och myndigheter i Stockholm. I augusti 1941 kontaktade Nyblad den sovjetiska legationen, där ett avtal slöts där Nyblad skulle kopiera dokumenten med kamera mot kontant ersättning. Nyblad greps 1942 för att ha utfört två olagliga aborter. Detta innebar att han inte kunde fortsätta sin spionverksamhet och därmed inte heller få några utbetalningar. Allan Nyblads bror Knut Nyblad kontaktade Allans ersättare Åke Persson om att fortsätta sin brors verksamhet. Persson i sin tur berättade för sin chef vilket ledde till att statspolisens 6:e rotel riggade en fälla där Knut arresterades på väg till Kaknäs skjutbana.
På grund av Nyblads spioneri blev Sovjetunionen varse om att Sverige knäckt tyskarnas kryptering med deras G-skrivare.